# Ганєєв Реналь Рамільович
Реналь Рамільович Ганєєв (рос. Реналь Рамилевич Ганеев, нар. 13 січня 1985, Уфа, Росія) — російський фехтувальник на рапірах, бронзовий (2004 рік) призер Олімпійських ігор, чемпіон Європи.

## Виступи на Олімпіадах
| Олімпіада   | Дисципліна           | Місце |
| ----------- | -------------------- | ----- |
| Афіни 2004  | індивідуальна рапіра | 4     |
| Афіни 2004  | командна рапіра      | 3     |
| Лондон 2012 | індивідуальна рапіра | 19    |
| Лондон 2012 | командна рапіра      | 5     |